# Joseph Jérôme Siméon
Pour les articles homonymes, voir Siméon.

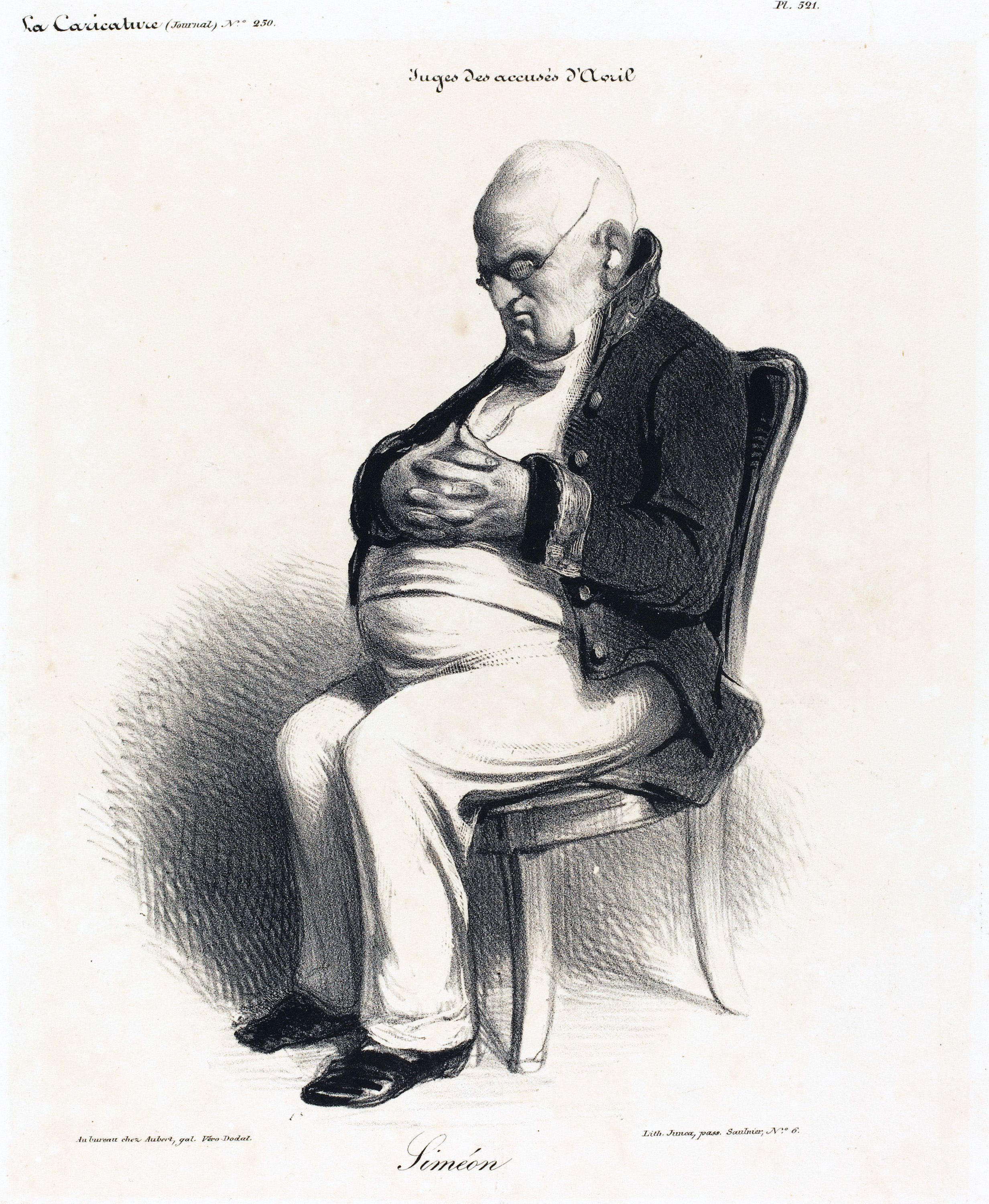
Caricature par Honoré Daumier, 1835.

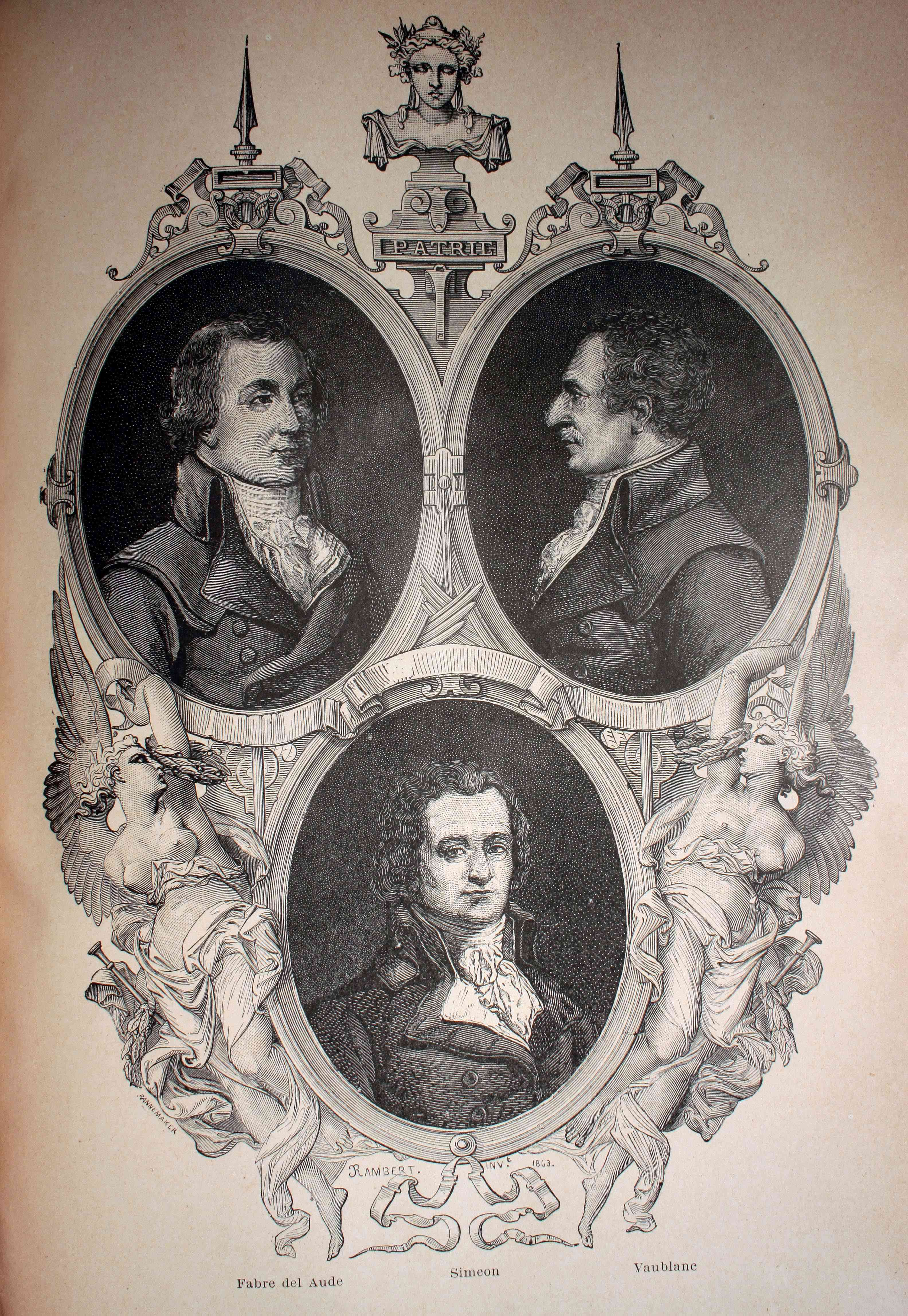
Portrait de Siméon en bas accompagné des portraits de Viénot de Vaublanc et de Fabre de l'Aude

Joseph Jérôme, comte Siméon, né à Aix-en-Provence (aujourd'hui dans les Bouches-du-Rhône) le 30 septembre 1749 et mort le 19 janvier 1842, est un juriste et homme politique français.

## Biographie
Professeur de droit à l’université d'Aix-en-Provence en 1778, assesseur de Provence en 1783, il perd sa chaire sous la Révolution et prend part au mouvement fédéraliste du Midi en 1793. 
Mis hors la loi en août, il se réfugie en Italie. De retour à Marseille après prairial an III, il est député au Conseil des Cinq-Cents en 1795. Il proteste vivement, lors du coup d'État du 18 fructidor an V, contre l’envahissement, par la force armée, du conseil qu’il présidait.
Condamné à la déportation, il se cache puis se constitue prisonnier. Libéré lors du coup d'État du 18 brumaire, il est nommé préfet de la Marne, mais refuse le poste ; il est alors nommé tribun (an VIII) et prend une part importante dans la préparation du Code civil français. Conseiller d'État (1804), il devient membre du conseil de régence en 1807 puis ministre de l'Intérieur et président du Conseil d'État du roi Jérôme de Westphalie. 
De retour en France en 1813, il accepte la préfecture du Nord lors de la Première Restauration, et exerce la fonction de mai 1814 à mars 1815 ; il siège aussi à le Chambre des représentants des Cent-Jours, puis à la « Chambre introuvable » à la Seconde Restauration et reprend place au Conseil d’État en 1815. 
Comte en 1818, il est nommé sous-secrétaire d'État au département de la Justice le 24 janvier 1820, puis devient le 21 février suivant ministre de l'Intérieur dans le gouvernement Richelieu jusqu'à la fin de celui-ci en décembre 1821. Il préside également la commission de l’Instruction publique. 
Pair de France en octobre 1821 et ministre d'État en décembre de la même année, il se rallie à la monarchie de Juillet en 1830. Il devient l'un des premiers membres de l'Académie des sciences morales et politiques en 1832. Enfin, il exerce les fonctions de premier président de la Cour des comptes de mai 1837 à mars 1839.
Il meurt le 19 janvier 1842 à Paris et est inhumé au cimetière du Père-Lachaise (30e division).

## Titres et distinctions
- Chevalier Siméon et de l'Empire (10 septembre 1808) ;
- Baron Siméon et de l'Empire (1813) ;
- 1er comte Siméon (3 juillet 1818) ;
- Pair de France (octobre 1821, majorat de baron-pair héréditaire) ;
- Grand-croix de la Légion d'honneur (1821).

## Vie familiale
Fils de Joseph Sextius Siméon (1717 - Aix-en-Provence ✝ 1788),  avocat au Parlement, professeur à la Faculté de droit d'Aix, secrétaire du Roi, syndic de la noblesse de Provence et de Madeleine Brossier, Joseph-Jérôme épousa, le 1er septembre 1778 à Aix, Françoise Garcin ( ✝ 3 février 1815 - Lille). Ensemble, ils eurent :
1. Joseph-Balthazard (6 janvier 1781 - Aix-en-Provence ✝ 14 septembre 1846 - Dieppe), baron Siméon (1815), vicomte Siméon (1826), 2e comte Siméon (1842), ministre plénipotentiaire, préfet du Var (1815), et du Pas-de-Calais (1818), conseiller d'État (1829), pair de France (1835), membre de l'Institut de France (Académie des beaux-arts), membre libre, 23 août 1828), marié, dont postérité ;
2. Éléonore Madeleine Sexte (10 avril 1784 - Aix-en-Provence ✝ 9 janvier 1847 - Brescia), mariée le 10 mai 1800, avec, Jean Aulay de Launay, général d'Empire.

Il se remarie le 30 août 1824 avec Anne Marie Amélie Cornuau (20 février 1776 -  Paris, ✝ 2 janvier 1847 - Paris).